# Aa paleacea
Aa paleacea är en orkidéart som först beskrevs av Carl Sigismund Kunth, och fick sitt nu gällande namn av Heinrich Gustav Reichenbach. Aa paleacea ingår i släktet Aa och familjen orkidéer. Inga underarter finns listade i Catalogue of Life.